# William Benbow

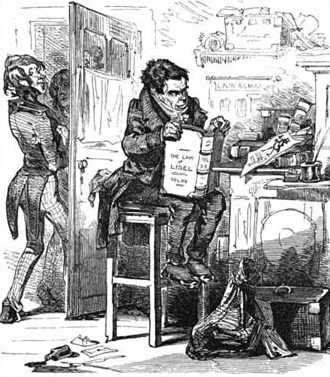
William Benbow caricaturizado en la revista Punch en 1848.

William Benbow (1784-¿1841?) fue un obrero activista radical que participó en el movimiento cartista. Fue el primero en teorizar sobre la huelga general como arma política en su obra La gran vacación nacional y el congreso de las clases productoras, publicada en 1832, que se convirtió en uno de los escritos más difundidos del primer socialismo inglés y en una obra de referencia para el cartismo.

## La gran vacación nacional
En La gran vacación nacional y el congreso de las clases productoras (Gran National Holiday and Congress of the Productive Classes) expuso un plan detallado para llevar a cabo la «gran vacación nacional», es decir, la huelga general, cuya finalidad era la «salvación» de los «desheredados compañeros de sufrimiento», a quienes iba dirigido el opúsculo: «Os presento un plan de libertad; adoptadlo, y libraréis al mundo de la desigualdad, la miseria y el crimen. Mártir de vuestra causa, me he convertido en profeta de vuestra salvación», escribió.
Tras explicar que la rebelión había sido el instrumento utilizado a lo largo de la historia para avanzar, proponía a los obreros británicos su propia forma de rebelión para la que no necesitarían ningún apoyo externo: ponerse todos en huelga, es decir, de «vacaciones» (jugando con la palabra en inglés holiday, que descompuesta, holi-day, significa 'día sagrado').

Una vacación [holiday] significa un día «sagrado» [holy day], y el nuestro debe ser el más sagrado de todos los sagrados días. Y debe ser el más sagrado y el más venerable, porque debe estar consagrado a promover, o más bien a crear, la felicidad y la libertad de la humanidad. Nuestro día sagrado se fija para establecer la abundancia, para abolir la necesidad, para hacer iguales a todos los hombres. En nuestro día sagrado haremos leyes para el género humano… Iguales derechos, iguales libertades, iguales gozos, igual esfuerzo, igual respeto, igual parte de la producción; éste es el objetivo de nuestro día sagrado, de nuestro día venerado, ¡de nuestra festividad!